# Jhusi Kohna
Jhusi Kohna es una ciudad censal situada en el distrito de Prayagraj en el estado de Uttar Pradesh (India). Su población es de 20023 habitantes (2011). 

## Demografía
Según el  censo de 2001 la población de Jhusi Kohna era de 16309 habitantes, de los cuales  el 54% eran hombres y el 46% eran mujeres. Jhusi Kohna tiene una tasa media de alfabetización del 72%, superior a la media nacional del 59,5%: la alfabetización masculina es del 79%, y la alfabetización femenina del 64%.